# Gnophomyia perdebilis
Gnophomyia perdebilis är en tvåvingeart som beskrevs av Alexander 1949. Gnophomyia perdebilis ingår i släktet Gnophomyia och familjen småharkrankar. Inga underarter finns listade i Catalogue of Life.